# Nazas
Nazas là một đô thị thuộc bang Durango, México. Năm 2005, dân số của đô thị này là 12166 người.